# Слободянюк Леонід Зіновійович
Леонід Зіновійович Слободянюк (1914, станція Затишшя, тепер Роздільнянського району Одеської області — ?) — український радянський діяч, старший майстер Миколаївського суднобудівного заводу імені Андре Марті Миколаївської області. Депутат Верховної Ради УРСР 2-го скликання.

## Біографія
Народився в родині селянина-бідняка. Трудову діяльність розпочав у 1929 році учнем школи фабрично-заводського навчання (ФЗН) на Миколаївському суднобудівному заводі імені Андре Марті. Закінчивши школу ФЗН, працював на тому ж заводі формівником ливарного цеху. До 1941 року — старший майстер Миколаївського суднобудівного заводу імені Андре Марті.
Член ВКП(б) з 1939 року.
3 серпня 1941 року — в Червоній армії. Учасник німецько-радянської війни. Служив заступником командира із політичної частини окремого навчального стрілецького батальйону та штрафного батальйону, партійним організатором 245-го гвардійського артилерійського полку 108-ї гвардійської стрілецької дивізії 5-ї Ударної армії. Воював на Південному, Північно-Кавказькому, Закавказькому, 3-му, 4-му та 2-му Українських фронтах.
З 1946 року — старший майстер, начальник дільниці мартенівського цеху Миколаївського суднобудівного заводу імені Андре Марті Миколаївської області.

## Звання
- гвардії майор

## Нагороди
- орден Вітчизняної війни 1-го ст. (12.01.1945)
- орден Вітчизняної війни 2-го ст. (14.09.1944)
- орден Червоної Зірки (4.05.1944)
- медаль «За оборону Кавказу» (1945)
- медалі